# Kuní propast
Jeskyně Kuní propast je situována na jižním okraji Jasovské planiny, na katastru obce Háj severně od Turnianského Podhradí ve Slovenském krasu. Je vytvořená v druhohorních střednětriasových vápencích silického příkrovu. Dosahuje délky 813 m a hloubky 203 m. Hlavní spodní části propasti objevili jeskyňáři v roce 1986. Soustava stupňovitých propastí ústí na spodní horizontální úseky chodeb. Pod Velikonoční studnou se v hloubce 150 metrů objevuje podzemní vodní tok, vytvářející několik vodopádů a kaskád. Velkým vodopádem se voda řítí do hloubky 23 m. Voda z Kuní propasti proniká skrze neznámé prostory do jeskyně Skalistý potok a stejnojmenné vyvěračky na úpatí Jasovské planiny, patří tak do systému Skalistého potoka. Z bohaté sintrové výplně Kuní propasti upoutají zejména brčka, stalagmity, záclony, kaskádové hráze a jezerní leknínové tvary.

## Chránění území
Kunia priepasť je národní přírodní památka ve správě příspěvkové organizace Správa slovenských jeskyní. Nachází se v katastrálním území obce Háj v okrese Košice-okolí v Košickém kraji. Území bylo vyhlášeno v roce 1996.